# Eva Pawlik
Eva Pawlik (Viena, 4 de octubre de 1927-Viena, 31 de julio de 1983) fue una patinadora artística sobre hielo austriaca. Campeona de Europa y medallista de plata en los Juegos Olímpicos, estrella del mundo del espectáculo y actriz, fue la primera patinadora europea en dedicarse a la televisión como comentarista deportiva.

## Infancia
Nacida en Viena, Austria, Pawlik era considerada una niña prodigio del patinaje, capaz de saltar sobre un mismo eje y hacer un gran número de giros a los cuatro años de edad. Antes de la Segunda Guerra Mundial, ya era considerada en los Estados Unidos «una patinadora vienesa de 9 años excepcionalmente prometedora». En Europa protagonizaba «El soldadito de plomo» junto al campeón mundial Felix Kaspar. Este legendario número de vodevil tuvo una enorme éxito internacional, y fue representado en Viena, Praga, Budapest, Munich, Berna, Ámsterdam, Bruselas, Lyon, París y Londres. Por todo ello Pawlik fue llamada la «Shirley Temple sobre hielo».
Los nazis, el Anschluss en 1938, y la posterior Segunda Guerra Mundial, destruyeron las vidas y carreras de los deportistas de la época, entre ellos Pawlik. Ella debía haber competido, con 12 años de edad, en los Juegos Olímpicos de Garmisch-Partenkirchen 1940, tanto en competición individual como en parejas, en esta última junto a su futuro marido, Rudi Seeliger. Sin embargo, ambos hubieron de contentarse con competir en campeonatos domésticos, llegando a ser campeones de Alemania, tanto en pareja como individualmente. Además de ello, en 1942 fueron campeones de Austria en parejas (se les concedió el título de Campeones de Ostmark, ya que Austria no existía como país independiente desde 1938 a 1945). Alistado en el Ejérico de Alemania, Rudi Seeliger fue capturado por el Ejército Rojo y tuvo que trabajar durante su cautiverio en las minas de carbón hasta su retorno a Austria en 1949.

## Trayectoria

### Medalla de Plata en los Juegos Olímpicos de 1948
En 1947, Pawlik era considerada la mejor patinadora de Europa y la segunda del mundo, a pesar de que a los patinadores austriacos se les prohibía la participación en los campeonatos de Europa y del Mundo como consecuencia de la guerra. Sin embargo, ya participó en competiciones en 1948, ganando ese año tres medallas de plata, una en el Campeonato de Europa, otra en los Juegos Olímpicos de Sankt-Moritz 1948, y la última en el Campeonato Mundial. En opinión de Sandra Stevenson, «no era sorprendente que los estadounidenses, cuyas actividades de patinaje no se habían interrumpido» durante la guerra, «lo hicieran bien cuando se reanudó el deporte en 1947».
Es de destacar que en los Campeonatos de Europa de 1948 Pawlik fue la mejor patinadora europea. Sin embargo, solo consiguió la medalla de plata porque el título fue concedido a la no europea Barbara Ann Scott, de Canadá. Entre los entrenadores de Pawlik figuraban la subcampeona del mundo de 1914 Angela Hanka, en campeón del mundo Gustav Hügel, Rudolf Kutzer y Edi Scholdan.

### Broadmoor Ice Revue en Colorado Springs
En 1948 Pawlik hizo diversas exhibiciones de patinaje en los Estados Unidos. En la Broadmoor Ice Revue (Revista de Hielo Broadmoor), producida por Edi Scholdan en Colorado Springs, ella actuó junto a la campeona estadounidense Gretchen Merrill. Además, le solicitaron trabajar en una película protagonizada por Gene Kelly, pues él quería combinar su baile con el patinaje de la deportista. Pawlik declinó la oferta, ya que trabajar como profesional le habría impedido participar en los campeonatos de 1949.

### Campeonatos de Europa y del Mundo de 1949
En 1949, a pesar de haber sufrido una apendicitis aguda, Pawlik derrotó a su rival Aja Zanova en Milán, ganando el campeonato de Europa. En el campeonato del mundo que se celebró en París, Pawlik era segunda a corta distancia de Zanova cuando uno de los patines se rompió. Se pensó que pudo haber sabotaje, aunque nunca llegó a probarse. Los jueces no permitieron que ella continuara con patines prestados, por lo que Zanova venció. Aunque tenía buenas perspectivas de ganar el campeonato del mundo del siguiente año, Pawlik decidió hacerse profesional para poder apoyar económicamente a sus padres.

### Patinaje profesional y «La mejor estrella europea del hielo»
Pawlik se sumó a la Wiener Eisrevue (Revista de Hielo de Viena) e interpretó un programa que fue considerado por algunos periodistas y expertos en patinaje técnica y artísticamente ligeramente superior al estilo libre de la campeona del mundo Alena Vrzáňová. Pawlik también hizo algunos papeles en dos películas en las que actuaba la Revista, Frühling auf dem Eis (1950), y Traumrevue (1959). Se dijo que la primera de ellas inspiró a dedicarse al patinaje a la futura doble campeona olímpica Ludmilla Belousova.
En 1952, Robert Stolz dedicó la primera de sus Operetas del Hielo, Die ewige Eva, a Eva Pawlik. Morris Chalfen, director de Holiday on Ice, consideraba a Pawlik la mejor estrella europea de espectáculos sobre hielo desde la tricampeona olímpica Sonja Henie. Además, Eva Pawlik y su marido Rudi Seeliger, que habían ganado el campeonato de Austria de parejas de 1950, se convirtieron en una de las mejores parejas profesionales del patinaje sobre hielo. El matrimonio dejó la Wiener Eisrevue en 1954, y trabajaron varios años en la Scala Eisrevue de Hanns Thelen. Sin embargo, en 1958 volvieron con la Wiener Eisrevue.

### Retiro y comentarista deportiva
En 1961, Pawlik se retiró del patinaje y pasó a ser la primera patinadora artística europea en la actividad de comentarista deportiva. Así, ella comentó todos los campeonatos europeos y mundiales de patinaje artístico y los Juegos Olímpicos de 1964, 1968 y 1972, para la ORF.

## Últimos años
En 1973 empezó su tercera profesión, la de profesora de alemán e inglés en una escuela secundaria de Viena, pues en 1954 había conseguido su doctorado en alemán e inglés por la Universidad de Viena.
Eva Pawlik enfermó gravemente en 1979, y falleció en 1983 en Viena, Austria, cuatro meses después de la muerte de su marido.

## Filmografía
| Año  | Título                      | Papel                                 |
| ---- | --------------------------- | ------------------------------------- |
| 1937 | Sonnige Jugend              | Como ella misma (actriz y patinadora) |
| 1950 | Frühling auf dem Eis        | Eva (actriz y patinadora)             |
| 1959 | Traumrevue                  | Ilona Karoly (actriz y patinadora)    |
| 1962 | Drei Liebesbriefe aus Tirol | Patinadora                            |